# District de Sobrance
Le district de Sobrance est l'un des 79 districts de Slovaquie dans la région de Košice.

## Démographie

### Évolution de la population
| Année:               | 1994.  | 2004.   | 2014.   | 2024.   |
| -------------------- | ------ | ------- | ------- | ------- |
| Nombre de personnes: | 23 742 | 23 447  | 22 765  | 22 195  |
| Différence:          |        | -1,24 % | -2,90 % | -2,50 % |

| Année:               | 2023.  | 2024.   |
| -------------------- | ------ | ------- |
| Nombre de personnes: | 22 226 | 22 195  |
| Différence:          |        | -0,13 % |

## Liste des communes
Source :

### Villes
Sobrance

### Villages
Baškovce | Beňatina | Bežovce | Blatná Polianka | Blatné Remety | Blatné Revištia | Bunkovce | Fekišovce | Hlivištia | Horňa | Husák | Choňkovce | Inovce | Jasenov | Jenkovce | Kolibabovce | Koňuš | Koromľa | Krčava | Kristy | Lekárovce | Nižná Rybnica | Nižné Nemecké | Orechová | Ostrov | Petrovce | Pinkovce | Podhoroď | Porostov | Porúbka | Priekopa | Remetské Hámre | Ruská Bystrá | Ruskovce | Ruský Hrabovec | Sejkov  | Svätuš | Tašuľa | Tibava | Úbrež | Veľké Revištia | Vojnatina | Vyšná Rybnica | Vyšné Nemecké | Vyšné Remety | Záhor